# Houlton (hrabstwo Aroostook)
Houlton – jednostka osadnicza w Stanach Zjednoczonych, w stanie Maine, w hrabstwie Aroostook.